# Єлизавета Тюдор (принцеса Англії)
Єлизавета Тюдор ( 2 липня 1492, Ричмондський палац — 14 вересня 1495, Елтем) друга дочка і четверта дитина Генріха VII і його дружини Єлизавети Йоркської.

## Життя
Єлизаветта народилася в суботу, 2 липня 1492 року у палаці Суррей (пізніше перебудований її батьком у Палац Річмонд).
Єлизавета провела більшу частину свого короткого життя в Королівському палаці Елтем в Кенті, зі своїми старшими братами і сестрами Маргаритою (пізніше королева Шотландії) і Генріхом (майбутній король Англії Генріх VIII). Старший брат Єлизавети Артур, був спадкоємцем англійського трону, він жив окремо у своєму власному замку. Перед смертю Єлизавети, її батько запропонував шлюбний союз між Єлизаветою і спадкоємцем французького престолу Франциском.

## Смерть
Єлизавета померла в понеділок 14 вересня 1495 у віці трьох років і двох місяців, в палаці Елтем, страждаючи на атрофію. Вона була похована в північній стороні каплиці Св. Едуарда Сповідника у Вестмінстерському абатстві у п'ятницю 27 вересня. Єлизавета була першою з чотирьох дітей Генріха і Єлизавети, які померли в дитинстві. Велика сума грошей 318 фунтів Стерлінгів (£155,479.74 у перерахунку на сьогоднішні гроші) були витрачені на її похорон. Генріх звів невелику гробницю, яка була виготовлена з пурбеку та чорного мармуру. На вершині пам'ятника дрібно поліровані плити з чорного Лідійського, на яких були розміщені написи для Єлизавети і її статуя з міді і позолотою. Обидва елементи тепер втрачені.
У наступному 1496 році, в сім'ї Генріха і Єлизавети народилася ще одна дочка, Марія (майбутня королева Франції). Двоє останніх дітей, Едмунд (помер у 1500 році у віці 15 місяців) і її молодша сестра Катерина (помер у 1503 році незабаром після народження) були поховані поряд з принцесою.